# Cucina araba

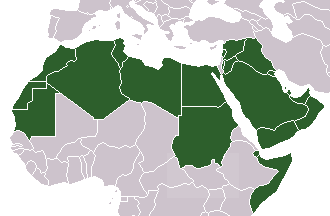
I paesi arabi (in verde), residenza di una gastronomia condivisa

Con il termine cucina araba (مطبخ عربي) si intende di norma la somma delle cucine dei paesi del mondo arabo.

## Storia
In origine gli arabi della Penisola arabica si affidavano a una dieta di datteri, farina, orzo, riso e carne, con scarsa varietà e davano particolare rilievo a prodotti derivati dallo yogurt, come il laban (in arabo لبن‎?), un latticello a base di yogurt magro.

## Ingredienti
La cucina araba oggi è il risultato di una combinazione di cucine molto diverse tra loro che attraversano il mondo arabo dall'Iraq al Marocco, passando per il Libano, l'Egitto e altri luoghi. Ha subito inoltre l'influenza in parte della cucina indiana, turca, berbera ecc.
Nella cucina araba si prediligono i seguenti elementi:
1. carne: agnello e pollo sono le carni più usate, ma anche manzo e dromedario sono abbastanza richieste; in alcune regioni si utilizza altro pollame e nelle aree costiere il pesce.
2. prodotti caseari: i prodotti caseari sono molto utilizzati, soprattutto lo yogurt e il formaggio bianco, anche se burro, uova e panna vengono comunque impiegati.
3. erbe e spezie: menta e timo sono utilizzate ampiamente e universalmente. Le spezie sono usate meno rispetto alla cucina indiana ma la quantità e la varietà in genere varia di regione in regione. Alcune erbe e spezie sono il sesamo, il curry in polvere, lo zafferano, la curcuma, l'aglio, il cumino, il cinnamomo e il sommacco.
4. bevande: si prediligono le bevande calde a quelle fredde, soprattutto caffè, anche se l'immancabile tè a volte lo supera.
5. cereali: il riso è l'ingrediente base ed è utilizzato per la maggior parte dei piatti con la farina come principale ingrediente del pane, così come il bulgur e il semolino, che sono molto utilizzati.
6. legumi: Le lenticchie trovano un largo impiego così come le fave e i ceci.
7. ortaggi e frutta: questa cucina predilige verdure come cetrioli, melanzane, zucchine, okra e cipolle e frutta (principalmente agrumi), utilizzata soprattutto come condimento delle portate. Le olive sono una parte importante di questa cucina, oltre a datteri, fichi e melograno.
8. noci: noci, mandorle e pistacchi sono utilizzati molto spesso.
9. verdura: prezzemolo e menta sono condimenti popolari in molti piatti, mentre gli spinaci e una specie di iuta (chiamata "mulūkiyya" in lingua araba) vengono utilizzati nei cibi cotti.
10. condimento e salse:  I condimenti più popolari includono varie combinazioni di olio d'oliva, succo di limone, prezzemolo, e/o aglio, oltre al tahini (una pasta di sesamo). Il laban, yogurt magro, è spesso insaporito con menta e cipolla o aglio e servito come una salsa con vari piatti.

Da notare come molte spezie della cucina araba siano le stesse che spiccano nella cucina indiana. Questo è dovuto agli intensi scambi commerciali tra i due paesi e all'odierna situazione negli Stati produttori di petrolio, in cui vivono molti lavoratori dell'Asia meridionale.

## Cultura
Elemento essenziale della cucina araba è il concetto di ospitalità. I pasti in genere sono affari di famiglia, in cui si distribuisce cibo e calore attorno a un tavolo. I pranzi formali e le celebrazioni in genere comprendono grandi quantità di agnello e ogni occasione richiede un vasto consumo di caffè di qualità arabica.
In una famiglia media di un paese della penisola arabica, un visitatore potrà aspettarsi una cena consistente in un grande piatto in cui di solito si mescolano riso e agnello o pollo (o entrambi in piatti separati) serviti con verdure stufate, molto saporite, a volte con una salsa al pomodoro. Il visitatore troverà anche molte altre pietanze di contorno, meno sostanziose. Tè, consumato di continuo, e caffè fanno anche parte del pasto.
Ci sono molte differenze regionali nella cucina araba. Ad esempio, la Mejadra in Siria o Libano è diversa da quella di Giordania o Palestina. Alcuni piatti come il mansaf (il piatto nazionale della Giordania) nascono in certi paesi e di rado si trovano in altri.
Diversamente da molte cucine occidentali, la cannella è utilizzata in piatti di carne così come nei dolci, come ad es. la baklava. Altri dolci comprendono diverse varianti di budini di riso e paste fritte. Graniglie di frutta secca a guscio sono comunemente impiegate per la farcitura. Lo zafferano è impiegato ovunque, dai dolci al riso, alle bevande. I succhi di frutta sono piuttosto diffusi in queste regioni caratterizzate da climi aridi.

## Struttura dei pasti
Ci sono due strutture di base per i pasti nel mondo arabo, una regolare ed una specifica per il mese del Ramadan.

### Colazione
I bar spesso offrono cornetti per colazione. In genere è un pasto veloce che consiste in pane e prodotti caseari accompagnati da tè e a volte marmellata (murabbaʿ). Molto diffuso è la labne con crema (kishta, fatta di latte di mucca; o qaimar, fatta di latte di bufalo domestico). La labne è servito con olive, menta disseccata e abbondante olio d'oliva. A volte per colazione sono consumate focacce come le manaqish, la sfiha, le fata'ir e il kahi. Molto popolare anche la pita, con olio d'oliva e za'tar.
Nella tradizione, la colazione era un pasto molto più sostanzioso, e soprattutto fra i proletari erano diffusi la zuppa di lenticchie (shorbat 'adas) e dolci pesanti come la kunāfa. Il ful, cioè delle fave bollite, cucinate con ceci, aglio, limone e olio d'oliva, è anche molto popolare fra le classi lavoratrici.

### Pranzo

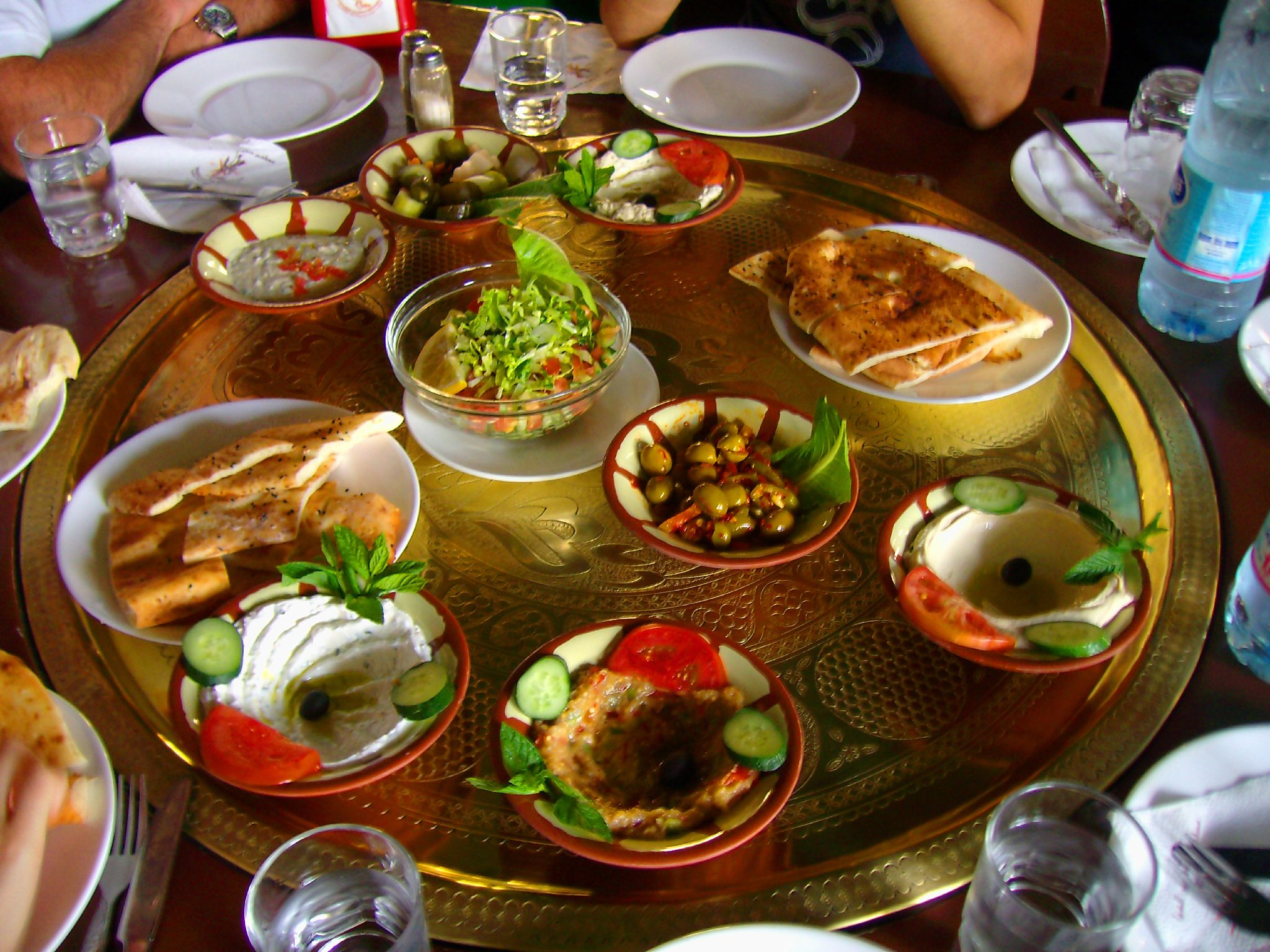
Un tipico insieme di diversi antipasti (mezze)

Il pranzo è considerato il pasto principale della giornata e nella tradizione è consumato dopo la preghiera di mezzogiorno. È il pasto che vede tutta la famiglia riunirsi e al quale di solito sono invitati eventuali ospiti. Di rado viene servito più di un piatto; tuttavia, insalata e mezze sono serviti come contorno al piatto principale. Esso di solito consiste in una porzione di carne (pollame o pesce), una porzione di riso, lenticchie, pane o bagel e una porzione di verdure cotte oltre a quelle fresche servite con insalata e mezze. Le verdure e la carne in genere sono cotti insieme nella salsa (spesso di pomodoro, ma altri tipi sono anche popolari) per fare il maraq, che è servito con riso. In molte case viene aggiunto il pane, sia che siano disponibili altri farinacei sia che non. Le bevande non sempre sono servite col cibo, ma ce n'è un'ampia varietà, tra cui l'Ayran (laban salato), karkadè, Naqi' al-zabib (in arabo ﻧﻘﻴﻊ ﺍﻟﺰﺑﻴﺐ‎?, ossia "infuso d'uva"), l'ʿIrq sūs (in arabo ﻋﺮﻕ ﺳﻮﺱ‎?, lett. "radice di liquirizia"), il Tamr Hindi e succhi di frutta. Nel XX secolo anche le bibite gasate e le bevande alla frutta, diffuse dai supermercati, sono diventate molto popolari.

### Cena
La cena è per tradizione il pasto più leggero, ma i cambiamenti dovuti allo stile di vita moderno ne hanno via via aumentato l'importanza.

### Pasti del Ramadan
Nel periodo del Ramadan è consumato un maggior numero di dolci e frutta fresca, serviti di solito fra i due pasti principali descritti di seguito. Alcuni dessert, come il Qatayef, sono cucinati solo durante il Ramadan; ma la maggior parte, tra cui kunāfa, la baklava e la basbousa, sono in tavola tutto l'anno.

#### Fitūr
Il Fitūr (detto anche ifṭār) o rottura del digiuno (durante il ramadan), è un pasto consumato al tramonto, quando l'astinenza dal cibo è finita. Consiste di tre portate. La prima è un numero dispari di datteri, come prescritto dalla tradizione islamica. La seconda è una zuppa, la più popolare quella di lenticchie, ma ve n'è un'ampia varietà: pollo, avena, frika (fatta con un'intera forma di pane di segale e brodo di pollo), patate, maʿāsh (in arabo معاش‎?, ossia "lenticchie verdi") e altre ancora. La terza portata è quella principale e di solito è consumata dopo una pausa dedicata alla preghiera del Maghreb; è simile a quella che si ha solitamente per pranzo, con l'eccezione del fatto che sono servite anche bevande fredde.

#### Suhur
È il pasto consumato appena prima dell'alba, quando deve cominciare il digiuno.